# Flema
Flema est un groupe de punk rock argentin, originaire d'Avellaneda, dans la province de Buenos Aires. Il est formé en 1986 et mené par Ricky Espinosa jusqu'à sa mort en 2002.

## Biographie

### Débuts
Les origines du groupe sont retracées à une période durant laquelle Juan Manuel Fandiño entreprend de former un groupe de punk rock. Fandiño est celui qui lui donne le nom et contribue aux 20 premières chansons enregistrées dans la vieille maison de ses parents - qu'il surnomme La Covacha - comme salle de répétition. Flema est formé en 1986 et Fandiño fait appel à des camarades d'école ; Juan Fandiño, Mariano Vilela, et Pablo Pérez pour jouer.
Puis le bassiste Mariano Vilela quitte le groupe, et Pablo Sara (basse) et Fernando Cordera (chant) sont recrutés. Juan Fandiño auditionne Ricardo Espinosa, puis Sebastian Corona et enfin Pablo Sara, qui a été remplacé par Alejandro Boffelli, ami de Ricky. Après le départ de la plupart de ses membres d'origine. Espinosa réarrange le groupe qui comprend désormais les frères Fernando et Santiago Rossi, et des musiciens tels que Pepe Carballo, Luichy Gribaldo, et Gonzalo Díaz Colodrelo.
En 1986, ils enregistrent live pour la compilation Invasión 88, avec d'autres groupes argentins, comme Comando Suicida et Attaque 77. Le groupe obtient son premier entretien avec le magazine argentin Pelo. Jusqu'alors guitariste, Ricky Espinosa endosse le rôle de chanteur et rejoint le groupe les frères Santiago et Fernando Rossi, et Alejandro Alsina

### Années 1990–2010
En 1992, ils enregistrent Pogo, Mosh and Slam, une cassette audio comprenant douze morceaux. Son premier album, intitulé El Exceso y/o abuso de drogas y alcohol es perjudicial para tu salud... ¡Cuidate, nadie lo hará por vos!, est publié en 1994.
Au cours de l'année 1995, Flema s'établit déjà comme un groupe de référence dans le circuit punk rock argentin. Ils jouent même pour The Ramones avec Doble Fuerza. Leur prochain album et street-album, El Exceso y/o abuso de drogas y alcohol es perjudicial para tu salud... ¡Cuidate, nadie lo hará por vos!, sort la même année, et est considéré par la presse locale comme l'un des meilleurs albums de punk argentin.
En 1999, ils enregistrent un album live, intitulé La Noche de las nostró blancas. L'album est enregistré dans la discothèque Cemento. L'album comprend dix-neuf chansons.
En 2000, ils entrent en studio pour enregistrer ce qui sera plus tard un double album, qu'ils nomment Caretofobia. Dans la même année, Caretofobia Disco 1 est publié, suivi par Caretofobia Disco 2 en 2001.
Le 30 mai 2002, après avoir terminé l'enregistrement de 5 de copas, Ricky Espinosa se jette du cinquième étage de son immeuble à Barrio Güemes de Avellaneda, en jouant avec Luichy à la PlayStation. Il est enterré le samedi 1er juin 2002 au cimetière d'Avellaneda.
En 2007, Fernando Rossi, Luis Gribaldo, Gustavo Carballo et Gonzalo Diaz Colodrelo décident de réunir le groupe à l'occasion de ses 20 ans. En 2017, Flema célèbre son 30e anniversaire avec l'Orchestre symphonique municipal d'Avellaneda, dans le célèbre Teatro Roma Sala plena,.

## Discographie
- 1992 : Pogo, mosh y slam
- 1993 : Nunca nos fuimos (cassette, réédité en format CD en 1995)
- 1994 : El Exceso y/o abuso de drogas y alcohol es perjudicial para tu salud... ¡Cuidate, nadie lo hará por vos!
- 1997 : Si el placer es un pecado... Bienvenidos al infierno
- 1998 : Resaka
- 1999 : La noche de las narices blancas
- 2000 : Caretofobia Disco 1
- 2001 : Caretofobia Disco 2
- 2002 : 5 de copas
- 2002 : Y aun yo te recuerdo
- 2010 : Flema not dead volumen I
- 2011 : Flema not dead Volumen II
- 2012 : Flema 25 años
- 2015 : No nos rendimos